# Leviechinus
Leviechinus is een geslacht van uitgestorven zee-egels uit de familie Somaliasteridae.

## Verspreiding en leefgebied
Vertegenwoordigers van dit geslacht leefden tijdens het Boven-Paleoceen in Somalië.